# Donji Šajn
Donji Šajn – wieś w Chorwacji, w żupanii primorsko-gorskiej, w gminie Brod Moravice. W 2011 roku pozostawała niezamieszkana.